# Parastrachia japonensis
Parastrachia japonensis je druh ploštice patřící do čeledi Parastrachiidae. Je to jeden ze dvou druhů v rodě, z východní Asie.
Caenorhabditis japonica je druh hlísta, ve volné přírodě neparaziticky spojeného s P. japonensis.